# Лоренцо Віґас
Лоренцо Віґас Кастес (ісп. Lorenzo Vigas; нар. 1967, Мерида, Венесуела) — венесуельський кінорежисер, сценарист та продюсер.

## Біографія
Лоренцо Віґас народився в 1967 році у Мериді (Венесуела) в сім'ї живописця та стінописця Освальдо Віґаса. Вивчав молекулярну біологію в Університеті Південної Флориди у місті Тампа, у 1995 році — кінематографію в Нью-Йоркському університеті та зняв кілька експериментальних фільмів.
Після повернення у 1998 році до Венесуели Віґас працював на телеканалі RCTV, де знімав документальне кіно і рекламні ролики. У 2003 році зняв короткометражний фільм «Слони нічого не забувають» (Los elefantes nunca olvidan), який було презентовано на Каннському кінофестивалі.
У 2015 році Лоренцо Віґас зняв свій перший повнометражний художній фільм «Здалеку» (Desde allá), який отримав «Золотого лева» на 72-му Венеційському кінофестивалі. На 45-му Київському міжнародному кінофестивалі «Молодість» фільм брав участь одразу у двох конкурсних програмах — головній та у програмі ЛГБТ-фільмів Сонячний зайчик.

## Фільмографія
| Рік  | Українська назва          | Оригінальна назва           | Примітки                     |
| ---- | ------------------------- | --------------------------- | ---------------------------- |
| 2003 | Слони нічого не забувають | Los elefantes nunca olvidan | короткометражний, режисер    |
| 2015 | Здалеку                   | Desde allá                  | режисер, сценарист, продюсер |

## Визнання
| Нагороди та номінації Лоренцо Віґаса | Нагороди та номінації Лоренцо Віґаса | Нагороди та номінації Лоренцо Віґаса | Нагороди та номінації Лоренцо Віґаса |
| Рік                                  | Категорія                            | Фільм                                | Результат                            |
| ------------------------------------ | ------------------------------------ | ------------------------------------ | ------------------------------------ |
| 72-й Венеційський кінофестиваль      |                                      |                                      |                                      |
| 2015                                 | Золотий лев                          | Здалеку                              | Перемога                             |
| 2015                                 | Приз Зелена Крапля                   | Здалеку                              | Номінація                            |